# Nuestra América
Nuestra América es un ensayo filosófico y político publicado por el cubano José Martí en 1891.
Fue publicado por primera vez el 1 de enero de ese mismo año en la Revista Ilustrada, en Nueva York, y luego el 30 de enero en el diario mexicano El Partido Liberal. Nuestra América salió a luz recién concluida la Primera Conferencia Internacional Americana y las reuniones de la Comisión Monetaria, a manera de síntesis de las ideas dispersas en las crónicas sobre la Conferencia, en el Informe sobre los resultados de la Comisión y en otros escritos coetáneos como el discurso pronunciado en la Sociedad Literaria Hispano-Americana de Nueva York, el 12 de diciembre de 1889, ante los delegados latinoamericanos a la Conferencia, texto conocido como Madre América.
El ensayo corresponde a la producción de Martí dentro de su etapa norteamericana (1880-1895), etapa conformada, sobre todo, por los textos Respeto de nuestra América (agosto de 1883), Mente latina (noviembre de 1884), Madre América (diciembre de 1889), Nuestra América (1 de enero de 1891) y Las guerras civiles en Sudamérica (septiembre de 1894).
El objetivo fundamental del ensayo es «el análisis crítico de una situación histórica determinada y, a partir de allí, la formulación de propuestas para el cambio social». Ello determina «el uso de un lenguaje referencial, pero su tejido verbal está tan empapado de lenguaje expresivo, tan potenciado connotativamente por la carga poética».
Nuestra América nace en un contexto histórico en el que «la independencia de Latinoamérica, en los alrededores de 1890, ya no está amenazada por las metrópolis ibéricas, que son potencias en el ocaso, sino por la rivalidad de las nuevas potencias europeas y sobre todo por la descollante potencia americana: los Estados Unidos de América».

## Título
El título del ensayo de Martí obedece a un llamado a la unión entre los pueblos hispanoamericanos, como una forma de reapropiación y distinción del nombre «América» respecto de la «América» anglosajona. Martí niega a los estadounidenses el derecho a reivindicar para sí solos el nombre de América, como han tenido la tendencia a hacer desde el tiempo de George Washington.[cita requerida]
El título también sugiere una reapropiación de identidad de la cultura de los países hispanoamericanos, como una forma de resistencia al neoimperialismo estadounidense principalmente.[cita requerida]

## Temas
Se destacan tres temas principales: una invitación a la unión y la soberanía entre los pueblos latinoamericanos, una llamada a la lucha de independencia contra la corona española y un aviso ante la amenaza del Imperialismo estadounidense.
El ensayo comienza con un párrafo sentencioso y grave en el que se acotan como temas el aldeanismo o regionalismo, los EE. UU., una incitación y arenga al «despertar» latinoamericano y a su unión. Martí llama a ser buenos latinoamericanos mediante el autoconocimiento, restando diferencias, soterrando celos, estableciendo la justicia histórico-geográfica entre los pueblos mediante la unión y resistencia ante las fuerzas imperialistas de los EE. UU.
Al parecer de Antonio Sacoto: «con mentalidad profética logra refutar la tesis derrotista de civilización (lo yanqui y/o lo europeo) frente a la barbarie (lo genuinamente americano) [del] ya consolidado ideario de Sarmiento asentado en muchos círculos intelectuales, dada la importancia del estadista argentino». De este modo, Martí invierte la dualidad sarmentiana al sentenciar: «No hay batalla entre la civilización y la barbarie, sino entre la falsa erudición y la naturaleza».
Respecto de las formas de gobierno, Martí considera que el primer requisito para gobernar las repúblicas es el conocimiento de los diferentes elementos de cada pueblo, las fuentes de riqueza y la producción natural de cada país, la disposición de las necesidades materiales y espirituales de sus habitantes; el segundo requisito es abstenerse de intentar gobernar con leyes, constituciones o sistemas políticos de países completamente diferentes.

## El «tigre de afuera»
Cuando Martí habla del «tigre de afuera» alude al imperialismo estadounidense. El año en que publica Nuestra América, 1891, bordea el término del expansionismo de los Estados Unidos. Ya en 1823, el presidente James Monroe formuló su doctrina, la doctrina Monroe, que informaba a Europa que cualquier injerencia en el continente americano sería interpretada como un ataque contra los EE. UU., efectivamente declarando a su país como una policía mundial. Hacia 1840, los EE. UU. adoptaban la doctrina del destino manifiesto; es decir, que, según sus líderes políticos, la expansión era aparente e inexorable.
La aplicación de este modelo condujo a la guerra mexicano-estadounidense en 1846, la cual terminó con el Tratado de Guadalupe Hidalgo, por el cual México cedió parte de territorio a cambio de dinero y un tratado de paz. Poco después de la publicación de Nuestra América, la guerra hispano-estadounidense estalló en 1898, resultando en que los EE. UU. tomaron control sobre Cuba, Puerto Rico, Guam y las Filipinas. Teniendo estos factores en cuenta, está claro que la amenaza más perturbadora para Latinoamérica era el país del norte, enfocado en expandir su territorio.
En Nuestra América, Martí también se refiere a EE. UU. con otro nombre:

Ya no podemos ser el pueblo de hojas, que vive en el aire, con la copa cargada de flor, restallando o zumbando, según la acaricie el capricho de la luz, o la tundan y talen las tempestades;  ¡los árboles se han de poner en fila, para que no pase el gigante de las siete leguas! Es la hora del recuento, y de la marcha unida, y hemos de andar en cuadro apretado, como la plata en las raíces de los Andes.

Según él, los árboles —los latinoamericanos— necesitan unirse en contra de la hegemonía que quiere «pasar» y hacerse con las tierras del sur.

## Estilo
Nuestra América entra en la línea del ensayo modernista, que se destaca por la «necesidad de impregnar la expresión de mayor lirismo y ánimo de erigir un nuevo lenguaje literario sobre los mismos elementos estilísticos con que se compone la poesía modernista». Por dicho motivo es que Martí, como modernista, traspasa las fronteras entre el ensayo y la poesía al fundir «en un solo nivel, lírico y experimental, las formas hasta entonces contrarias del discurso poético y el discurso de la prosa». Así, Nuestra América incorpora una gran dosis de lirismo, en extensos pasajes de una prosa esencialmente poética y mediante un lenguaje simbólico, para la exposición de su ideario moral, social y político. Es decir: la lucha por la autonomía ideológica y la resistencia ante el imperialismo estadounidense.
El estilo de Nuestra América se caracteriza por las acumulaciones de figuras retóricas, multisensorialidad, musicalidad, naturaleza antitética entre otras. Asimismo, «[l]a prosa martiana —más que su verso— está saturada de figuras y elementos poéticos que luego el modernismo hará suyos y popularizará hasta convertirlos en lugares comunes». El estilo es ágil y las imágenes diáfanas. El lenguaje que Martí utiliza es sonoro, vibrante y luminoso; por ejemplo, cuando escribe: «Una idea enérgica, flameada a tiempo ante el mundo, para, como la bandera mística del juicio final, a un escuadrón de acorazados»; o, en el mismo parágrafo: «Los que, al amparo de una tradición criminal, cercenaron, con el sable tinto en la sangre de sus mismas venas, la tierra del hermano vencido». En Nuestra América encontramos, por un lado, una prosa poética arquitectónica, y, por el otro, la sencillez del discurso directo: «Lo que quede de aldea en América ha de despertar».

## Estructura
Consta de unas 3600 palabras, agrupadas en 12 párrafos de longitud variable. Su estructura es tripartita y simétrica, y responde a la siguiente clasificación:
1. Anuncio del peligro (párrafos 1 y 2).
2. Análisis de las circunstancias en las que se presenta dicha amenaza (párrafos 3 a 10).
3. Visión profética de la superación de este peligro (párrafos 11 y 12).

Como plano intermedio, la estructura verbal se caracteriza por la elevada presencia del futuro. La estructura profunda del ensayo es totalmente simbólica: reside en la oposición de símbolos procedentes del reino vegetal y del reino animal, específicamente el árbol y el tigre. El segundo se refiere a la noción del peligro ya apuntada; el primero, al «hombre natural» que enfrenta ese peligro. Asimismo, Martí establece un sistema de transmutaciones en que estas imágenes confluyen en distintos momentos del ensayo, resolviéndose en un gran símbolo trascendente: el «Gran Semí», que regó «la semilla de la América nueva».

## Sistema conceptual
En el sistema conceptual de Nuestra América pueden distinguirse, al menos, ocho puntos:
1. Antiimperialismo: el «imperio» como el peligro que acecha a Latinoamérica desde el Norte anglosajón.
2. Panamericanismo: unión de los pueblos latinoamericanos en defensa de sus intereses.
3. Defensa de los marginados: reconocimiento de la explotación y marginación de los pueblos nativos de América, de su derecho a ser tomados en cuenta en el gobierno de los países; y defensa de los pueblos negros de América (javichos).
4. Pacifismo universalista: visión de la humanidad como un todo, rechazo de la fuerza en la solución de conflictos y valoración del amor como medio de solución y encuentro.
5. Modernización: el necesario fin de la aldea colonial y el comienzo de un tiempo diferente basado en el progreso social.
6. Necesidad de construir un instrumento ideológico propio: ideario panamericano, distinto de las fórmulas y soluciones que Europa (Francia, Alemania, Gran Bretaña) y los Estados Unidos han encontrado para su organización.
7. Sistema binario de oposiciones: naturaleza frente a sistemas políticos de las democracias europeas y norteamericanas; gobiernos creativos contra importación de ideas; falsa erudición y tiranías; pueblos nativos versus población de origen europeo.
8. Superación del par binario: fruto de esperanza para las repúblicas de América.

## Citas
Nuestra América se refiere al destino de los pueblos latinoamericanos:

Los pueblos que no se conocen han de darse prisa por conocerse, como quienes van a pelear juntos. Los que se enseñan los puños, como hermanos celosos, que quieren los dos la misma tierra, o el de la casa chica, que le tiene envidia al de casa mejor, han de encajar, de modo que sean una, las dos manos.

Martí insiste en la unidad para poder enfrentar los peligros que tienen frente a ellos los pueblos latinoamericanos:

Los árboles se han de poner en fila, para que no pase el gigante de las siete leguas. Es la hora del recuento, y de la marcha unida, y hemos de andar en cuadro apretado, como la plata en las raíces de los Andes.

También habla sobre las características que debían tener los gobiernos:

El gobierno ha de nacer del país. El espíritu del gobierno ha de ser el del país. La forma de gobierno ha de avenirse a la constitución propia del país. El gobierno no es más que el equilibrio de los elementos naturales del país.

Menciona además las características y la formación de los gobernantes:

¿Cómo han de salir de las universidades los gobernantes, si no hay universidad en América donde se enseñe lo rudimentario del arte de gobierno, que es el análisis de los elementos peculiares de los pueblos de América? [...] En la carrera de la política habría de negarse la entrada a los que desconocen los rudimentos de la política. El premio de los certámenes no ha de ser para la mejor oda, sino para el mejor estudio de los factores del país en que se vive.

De igual forma, insiste en la necesidad de profundizar en el estudio de la Historia de América:

La universidad europea ha de ceder a la universidad americana. La historia de América, de los incas de acá, ha de enseñarse al dedillo, aunque no se enseñe la de los arcontes de Grecia. Nuestra Grecia es preferible a la Grecia que no es nuestra. No es más necesaria.

Al patentizar la estrategia que debía seguirse para lograr la defensa de la cultura e historia de los pueblos latinoamericanos afirma:

Injértese en nuestras repúblicas el mundo; pero el tronco ha de ser el de nuestras repúblicas. Y calle el pedante vencido; que no hay patria en que pueda tener el hombre más orgullo que en nuestras dolorosas repúblicas americanas

Martí también analiza elementos de la Historia del continente, y destaca la importancia de la lucha para consolidar la independencia por conquistar, y el compromiso con los marginados:

Con los oprimidos había que hacer causa común, para afianzar el sistema opuesto a los intereses y hábitos de mando de los opresores.

También hace referencia a la actitud y las tareas que tenían ante sí la juventud latinoamericana:

Los jóvenes de América se ponen la camisa al codo, hunden las manos en las masas, y la levantan como la levadura de su sudor. Entienden que se imita demasiado, y que la salvación está en crear. Crear es la palabra de pase para esta generación.

Asimismo, señala la posición que deberían asumir los pueblos latinoamericanos frente a la presencia de su poderoso vecino del norte:

El desdén del vecino formidable, que no la conoce, es el peligro mayor de nuestra América; y urge, porque el día de la visita está próximo, que el vecino la conozca, la conozca pronto, para que no la desdeñe.

También menciona lo que es necesario que tuvieran e hicieran los pueblos para garantizar su defensa:

Los pueblos han de tener una picota para quien les azuza a odios inútiles; y otra para quien no les dice a tiempo la verdad.

Respecto a la raza, Martí opina:

No hay odio de razas, porque no hay razas. Los pensadores canijos, los pensadores de lámparas, enhebran y recalientan las razas de librería, que el viajero justo y el observador cordial buscan en vano en la justicia de la Naturaleza, donde resalta el amor victorioso y el apetito turbulento, la identidad universal del hombre. El alma emana, igual y eterna, de los cuerpos diversos en forma y en color. Peca contra la Humanidad el que fomente y propague la oposición y el odio entre las razas.

### Textos de José Martí
- Martí, José (2005). Nuestra América. Caracas: Biblioteca Ayacucho.

### Comentarios
- Estrade, Paul (2000). José Martí: los fundamentos de la democracia en Latinoamérica. Madrid: Doce Calles. ISBN 84-89796-08-4.
- Ferman, Claudia (1991). «Mártires y sueños en "Nuestra América": Lecturas de un texto latinoamericano». Mester 20 (1): 11-21.
- Jiménez, José Olivio; De la Campa, Antonio R. (1976). Antología de la prosa modernista hispanoamericana. Nueva York: Eliseo Torres & Sons. ISBN 9788439949527.
- Langmanovich, David (1987). «Lectura de un ensayo: Nuestra América de José Martí».  En Iván Schulman, ed. Nuevos asedios al modernismo. Madrid: Taurus. p. 235-245.
- Martí, José (2003).  Antonio Sacoto, ed. José Martí, 1853: estudios y antología en el sesquicentenario de su nacimiento. Quito: Casa de la Cultura Ecuatoriana.
- Morales, Carlos Javier (1994). La poética de José Martí y su contexto. Madrid: Verbum. ISBN 84-7962-060-9.
- Navarrete Orta, Luis (1991). «Discurso reflexivo y discurso literario en Nuestra América de José Martí». Universidad de la Habana 241: 23-31.
- Pérez-Galdós Ortiz, Víctor (1999). José Martí: visión de un hombre universal. Barcelona: Puvill. ISBN 9789592590113.
- Roig de Leuchsenring, Emilio (1961). Martí, antimperialista. La Habana: Ministerio de Relaciones Exteriores.
- Schulman, Iván; González, Manuel Pedro (1969). Martí, Darío y el modernismo. Madrid: Gredos. ISBN 9789592590113.
- Sobrevilla, David (1999). «El surgimiento de la idea de nuestra América en los ensayistas latinoamericanos decimonónicos». Revista de Crítica Literaria Latinoamericana 25 (50): 147-163.

## Enlaces
- Wikisource en español contiene obras originales de Nuestra América.
- Wikisource en español contiene obras originales de o sobre Nuestra América.
- Página oficial de José Martí: https://web.archive.org/web/20110304000212/http://jose-marti.org/default.aspx

- Datos: Q2004307